# Bahía de Greifswald
La bahía de Greifswald o bodden de Greifswald (del alemán: Greifswalder Bodden) es una laguna salobre o bodden del suroeste del mar Báltico, localizada en las costas de Alemania, en el  estado de Mecklemburgo-Pomerania Occidental. Su superficie es de 514 km².
La bahía de Greifswal está limitada al oeste por la isla de Rügen; al sureste, por la isla de Usedom; al este, por la bahía de Pomerania; y, al sur, por las tierras continentales alemanas. La bahía también está unida al mar Báltico a través del Strelasund, un estrecho sound que separa Rügen del continente. La parte norte de la bahía a veces se llama Rügischer Bodden. 
La bahía tiene una costa muy sangrada, siendo una bahía de bahías. La punta de Mönchgut (en el este de Rügen) y Zudar (en el sur de Rügen), dividen la bahía en muchas otras más pequeñas. El puerto principal de la bahía es Greifswald. 
La bahía de Greifswald es muy poco profunda, con una profundidad media de 5,6 m, y una profundidad máxima de 13,5 m. Su agua es salobre en lugar de salada debido a la influencia de los ríos y a la compleja hidrografía del mar Báltico (el agua salada generalmente se encuentra sólo a mayores profundidades). 
Antes de la reunificación de Alemania en 1990, la bahía de Greifswald fue un lugar público de práctica de deportes acuáticos, a diferencia de la mayoría de la costa báltica de la Alemania Oriental. La geografía local hacía fácil la vigilancia de la bahía, lo que frustraba a los que pensaban utilizarla para huir del país. El lugar fuera del Pacto de Varsovia de la bahía más cercano era la isla danesa de Bornholm, a más de 100 km de distancia. 

## Referencias

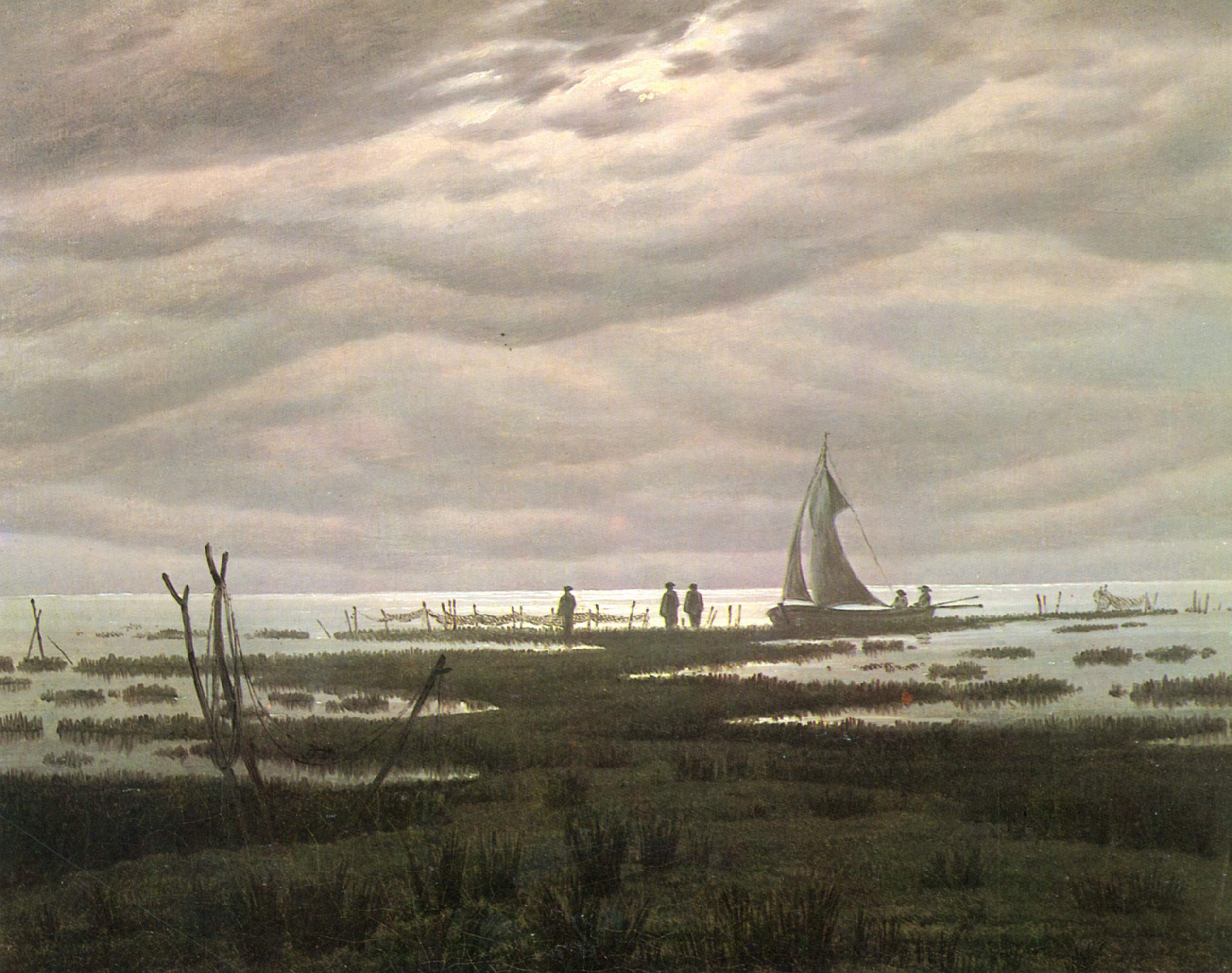
Flachlandschaft am Greifswalder Bodden (Paisaje llano de la bahía de Greifswald), Caspar David Friedrich, c. 1830-34.